# Alexandra Pavlovna da Rússia
Alexandra Pavlovna (em russo: Александра Павловна; São Petersburgo, 9 de agosto de 1783 – Budapeste, 16 de março de 1801) foi filha mais velha do czar Paulo I da Rússia e irmã dos czares Alexandre I e Nicolau I. Tornou-se arquiduquesa da Áustria ao casar-se com o arquiduque José, Palatino da Hungria.

## Infância

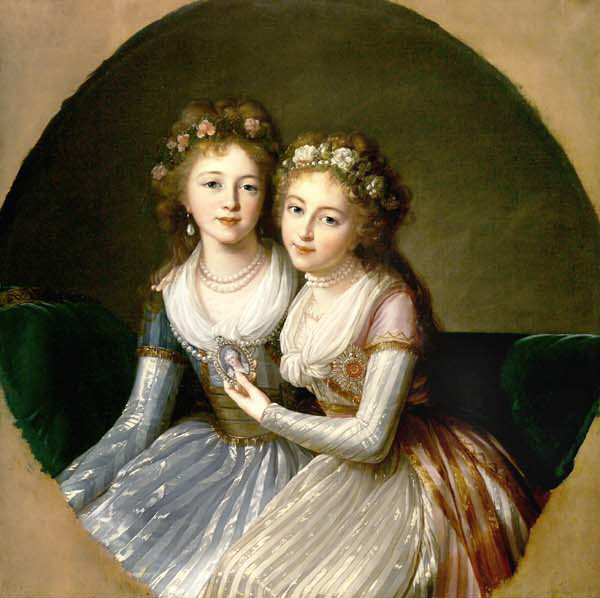
Alexandra (esq.) com a sua irmã Helena.

A grã-duquesa Alexandra Pavlovna foi a terceira criança e primeira filha do czar Paulo I da Rússia e da sua segunda esposa, a duquesa Sofia Doroteia de Württemberg. Recebeu a educação típica dada a princesas russas, aprendendo francês e alemão, assim como música e desenho. Alexandra era muito chegada à sua irmã mais nova Helena e eram frequente pintadas juntas.
Em 1796, a avó de Alexandra, a imperatriz Catarina, a Grande, considerou o rei Gustavo IV da Suécia, na altura com dezoito anos, um bom partido para a sua neta de treze anos, acreditando ser uma boa solução para os problemas políticos entre a Rússia e a Suécia. Catarina gostava muito do jovem rei, uma vez que se dizia que ele tinha “um rosto muito agradável, onde o decoro e o charme estavam retratados”. Alexandra era descrita pelos seus contemporâneos como “a mais bonita, mais querida e mais inocente das princesas disponíveis na Europa”.

## Cancelamento de noivado

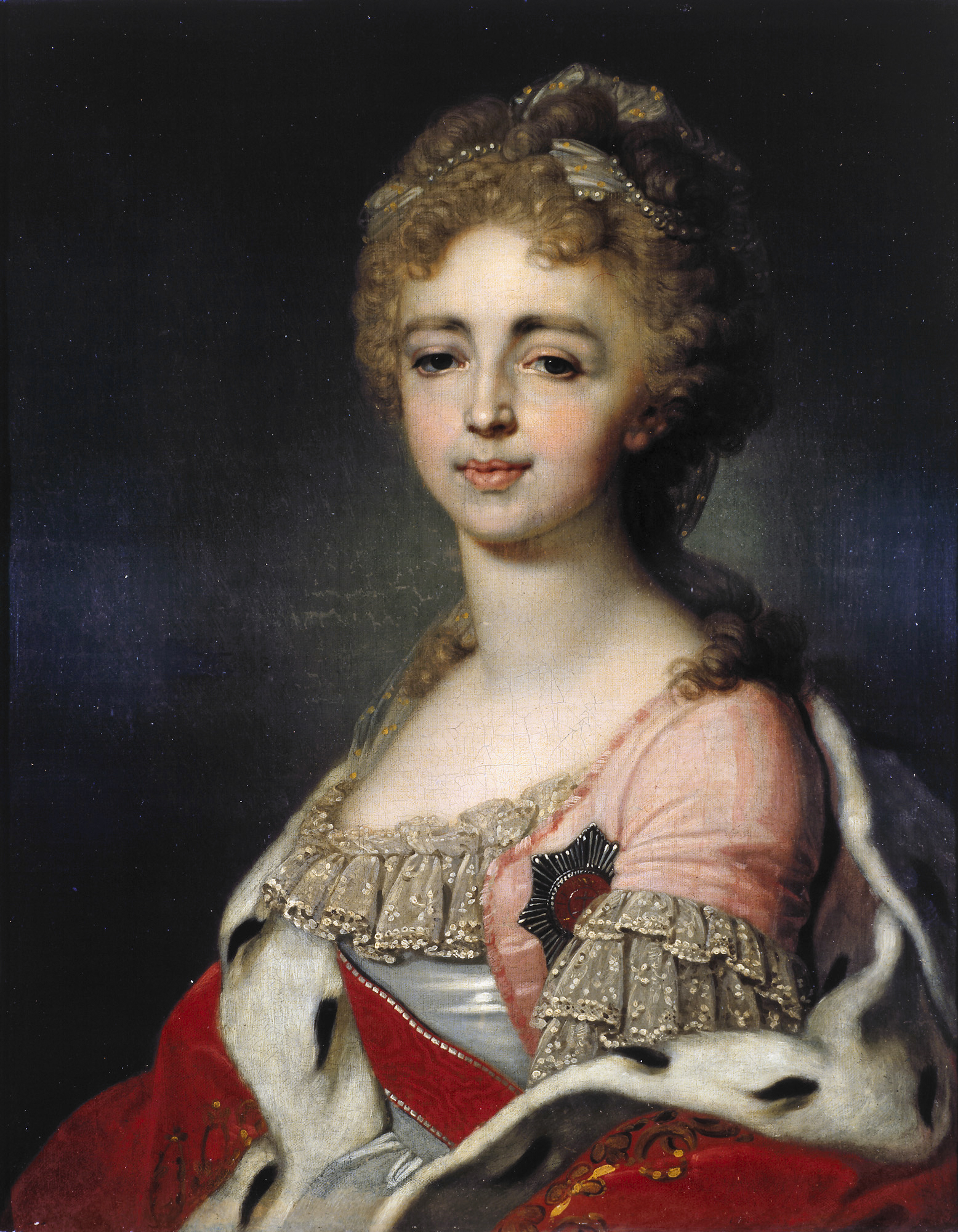
Alexandra Pavlovna, por Vladimir Borovikovsky, 1798.

As negociações para o casamento começaram pouco depois. Quando o rei da Suécia chegou à Rússia em Agosto de 1796, ele e Alexandra apaixonaram-se à primeira vista. Ele ficou encantado com a inocência dela e não demorou a dirigir-se à imperatriz Catarina para declarar o amor que sentia pela sua neta e pedir autorização para a pedir em casamento. A imperatriz rebentou de alegria. Com toda a felicidade que sentia, Catarina pareceu esquecer-se do problema da religião. Como rainha da Suécia, a sua neta teria de se converter da sua fé ortodoxa para o Luteranismo. Catarina considerava que Gustavo não tinha deixado isso claro a Alexandra quando se tinha declarado e, durante duas semanas, prosseguiram as negociações para tentar evitar a conversão, mas mesmo assim continuar o casamento. Apesar dos esforços, o rei da Suécia deixou a Rússia sem noiva, esperando que se conseguisse chegar a um acordo. Catarina II da Rússia morreria apenas dois meses depois das negociações.
Ficou decidido que o noivado oficial ocorreria no dia 11 de Setembro de 1796. Nesse mesmo dia, antes de prosseguir com os seus votos, Gustavo descobriu ao ler o contrato de noivado que Alexandra manteria a sua fé ortodoxa mesmo depois do casamento oficial. O rei não estava ciente disto e ficou furioso, afirmando que tinha sido conduzido para uma armadilha e que nunca aceitaria dar ao seu povo uma rainha ortodoxa. Gustavo nunca chegou a aparecer na cerimónia de noivado e Alexandra ficou destroçada. Mais tarde o rei da Suécia casou-se com a princesa Frederica de Baden, uma irmã mais nova da cunhada de Alexandra, Isabel Alexeievna.

## Casamento
Em 1798, os pais de Alexandra receberam uma proposta da corte austríaca sobre um possível casamento entre Alexandra e o arquiduque José, Palatino da Hungria, irmão mais novo do imperador Francisco I da Áustria. 
As negociações foram conduzidas e o arquiduque José foi pessoalmente a São Petersburgo para pedir a mão de Alexandra em casamento. O encontro entre eles foi bem sucedido. Em meados de fevereiro de 1799, foi realizado o baile de noivado. Mais tarde, foi assinado um contrato de casamento no qual Alexandra teria permissão para manter sua fé ortodoxa russa. Em outubro, o conde Fyodor Rostopchin escreveu:
Acredite em mim, não é bom começar a fortalecer a aliança com a corte austríaca por laços de sangue... De todas as irmãs, ela receberá o casamento menos bem-sucedido. Ela não terá nada a esperar, e seus filhos ainda mais.
O arquiduque José foi descrito como "agradável e inteligente, tímido, desajeitado, mas gentil ... Seu sotaque é mais italiano que alemão". Ele se apaixonou profundamente por Alexandra e eles se casaram em São Petersburgo em outubro de 1799. Um mês após o casamento, Alexandra e José deixaram a Rússia para a Áustria. Ela ficou quieta e muito triste em se despedir de sua família, principalmente de seu pai. Ela confinou a uma dama de companhia que tinha a sensação de que nunca mais seria capaz de ver a Rússia ou qualquer outra família. E de fato ela estava certa.
Segundo o confessor de Alexandra, Andrei Samborski, Alexandra teve uma recepção fria em Viena. No entanto, outras fontes oferecem uma visão diferente. A rainha Maria Carolina da Áustria (sogra do imperador) e suas filhas chegaram a Viena em agosto de 1800 para uma longa estadia. A filha de Maria Carolina, a princesa Maria Amélia de Nápoles, escreveu em seu diário que em 15 de agosto a rainha e suas filhas foram apresentadas a Alexandra, a quem ela descreveu como "muito bonita". Maria Amélia e Alexandra tornaram-se amigas nessa época; e a princesa de Nápoles escreveu em seu diário que a grã-duquesa russa e seu marido mantinham uma relação amigável com o restante da família imperial e participavam das reuniões familiares, festas e bailes em Viena, o que contrasta com a versão dada por Andrei Samborski. Por exemplo, em janeiro de 1801, Maria Amélia escreveu em seu diário que a família imperial costumava assistir a bailes na residência do arquiduque José em Viena, onde "a bela Alexandra, sempre séria e triste, tem uma casa magnífica".
Quando ela foi apresentada ao imperador Francisco I, ela o lembrou de sua primeira esposa, Isabel de Württemberg, que era sua tia materna; isso causou ciúme da imperatriz Maria Teresa, segunda esposa de Francisco I, que também tinha inveja da beleza e das joias finas de Alexandra. O confessor imperial Andrew Samborski escreveu:
A lembrança da feliz coabitação com ela levou-o (o Imperador) a uma extrema confusão mental que afligiu o coração da Imperatriz, sua atual esposa. Depois disso, ela se tornou a vítima inocente da vingança implacável da Imperatriz... A Imperatriz não esqueceu e humilhou seus pais e irmãos quando os chamou de família de malucos, devido ao tratamento que o Grão-Duque Constantino deu a sua esposa.
Certa vez, Alexandra compareceu a um baile lindamente vestida, com joias magníficas. A imperatriz ficou furiosa por ter sido ofuscada pela arquiduquesa e ordenou que ela removesse suas joias, e também disse que ela não poderia mais usá-las. Atendendo às suas instruções, Alexandra só decorou o cabelo com flores quando assistiu a uma peça algum tempo depois. As flores realçaram sua beleza, levando-a a ser aplaudida e aplaudida de pé, deixando Maria Teresa ainda mais furiosa. O arquiduque José não conseguiu proteger sua esposa desses ataques. Além disso, sua fé ortodoxa oriental despertou a hostilidade da corte austríaca católica romana, que a incentivou a se converter.

## Morte

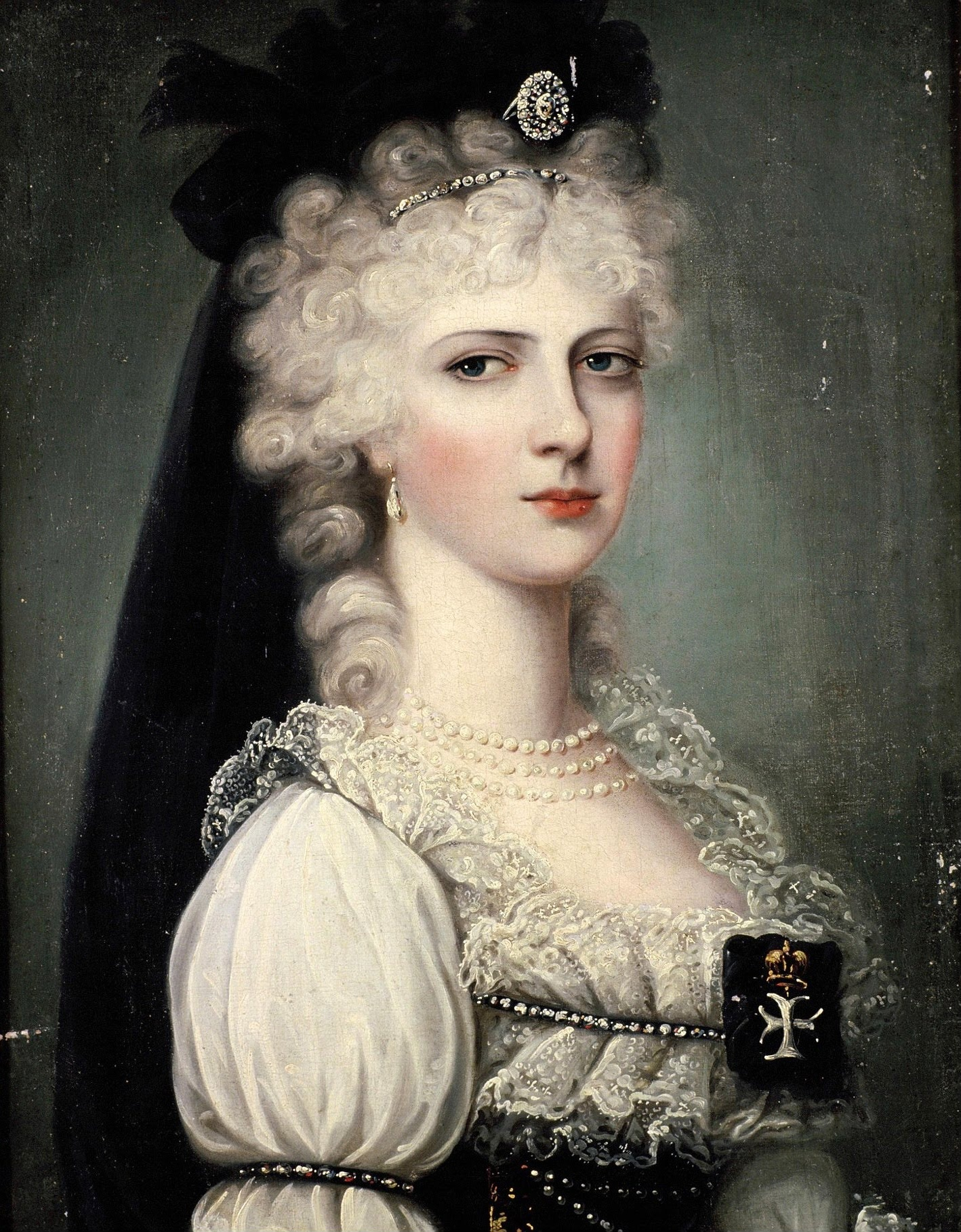
Grã-duquesa Alexandra Pavlovna, arquiduquesa da Áustria e Palatina da Hungria, em traje húngaro, ca. 1800.

Em Buda, o casal se estabeleceu no castelo de Alcsut. Pela primeira vez desde que deixou a Rússia, Alexandra ficou extremamente feliz. Ela ficou feliz com José e imediatamente conquistou o coração do povo húngaro, chamando-a de "a rainha". Ela se tornou conselheira de seu marido e o convenceu a construir um centro da cidade para dar a Budapeste as características de uma capital europeia. Ela não teve dificuldade em se sentir parte da cultura húngara de começar a usar o traje nacional húngaro, seguido pelos aristocratas que se recusavam a usá-lo.
José era um marido amoroso e se importava profundamente com sua jovem esposa. Ele estava constantemente ao lado dela, especialmente durante seus primeiros dias na Áustria, confortando-a e encorajando-a, sabendo como sua esposa sente profundamente a falta da Rússia e de sua família. No entanto, ele tinha um caráter fraco e não podia proteger sua esposa das intrigas da corte vienense e do antagonismo da imperatriz. Mas mesmo na Hungria, onde ela era amada, ela não era livre para praticar sua religião ortodoxa. A corte de Viena a observava a cada movimento, e ela era proibida de assistir às missas ortodoxas. Ela não tinha permissão para ter sua própria capela ortodoxa em Buda. O confessor de Alexandra, padre Andrew Samborski, escreveu em suas memórias que os ministros da corte austríaca estavam com medo, porque se Alexandra tivesse um filho, a criança teria a fé ortodoxa.
Quando Alexandra engravidou, José decidiu retornar a Viena com sua esposa. Alexandra teve uma gravidez difícil e José estava convencido de que, se estivessem em Viena, Alexandra poderia receber melhores cuidados médicos. Infelizmente, ela estava longe de ter uma situação confortável. Os aposentos que ela recebeu no palácio estavam frios e molhados. Sua comida estava tão mal preparada que ela não podia comer nada. O padre Andrew teve que usar seu próprio dinheiro para comprar provisões e alimentos para Alexandra. José não pôde fazer nada para ajudá-la, embora a amasse.
Alexandra finalmente deu à luz uma filha, chamada Alexandrina, mas, infelizmente, a bebê morreu várias horas depois. Alexandra ficou muito enfraquecida com a gravidez e o parto. Vários dias depois, ela contraiu febre puerperal e morreu sem recuperar a consciência. Quando o padre Andrew foi até os quartos dela para examiná-la, ele a encontrou já morta. Seus gritos despertam José, que estava dormindo em uma cadeira. Ele correu para a esposa apenas para vê-la morta. José ficou triste e chorou o tempo todo. Em 16 de março de 1801, José escreveu tristemente a Paulo I da Rússia: "Tive um infortúnio irreparável em perder minha esposa. Ela não existe mais e minha felicidade desapareceu". José não sabia que Paulo nunca seria capaz de ler esta carta. Cinco dias antes da morte de Alexandra, Paulo havia sido morto em seu palácio por conspiradores.
Após a morte de Alexandra, a imperatriz Maria Teresa recusou seu enterro nos terrenos austríacos. Seu caixão permaneceu desenterrado por algum tempo no porão do palácio. Então, com os esforços do padre Samborski, seus restos mortais foram transferidos em Buda e uma capela ortodoxa foi construída para abrigar seus restos mortais.
José permaneceu viúvo pelos próximos dez anos. Ele se casou duas vezes e teve filhos, mas nunca se esqueceu de Alexandra. Ele permaneceu dedicado à memória dela. Em 1814, o imperador Alexandre I e as grã-duquesas Catarina e Maria visitaram o túmulo de sua irmã. Por muitos anos, o túmulo de Alexandra foi cuidadosamente mantido pela Igreja Ortodoxa na Rússia. Mas depois da Revolução, tudo mudou. O caixão dela foi exumado e as jóias do corpo de Alexandra foram roubadas. No final, seus restos mortais foram enterrados no cofre da família dos Habsburgos. Para a filha de um imperador russo, a curta vida de Alexandra e os acontecimentos após sua morte foram bastante tristes e trágicos.